# Эстонское национальное движение
Эстонское национальное движение, традиционно известное в историографии как период пробуждения (эст. Ärkamisaeg) — исторический, политический и культурный процесс осознания эстонцами себя как нации, имеющей право на самоопределение. Процесс начался в XIX веке, когда в ходе реформ в Российской империи эстонцы получили некоторые гражданские права, и продолжался до провозглашения независимости Эстонии в 1918 году и создания собственного государства.
Развитие культурного самосознания было начато эстонскими интеллектуалами с пропаганды традиционной народной культуры. В литературном, музыкальном и ином творчестве воспевался патриотизм. Существующее самоназвание эстонцев «народ земли» было заменено термином «эстонский народ». Национальному пробуждению способствовало массовое образование на эстонском языке.
Политическая борьба против немецкого доминирования и русификации опиралась на урбанизацию в Эстляндской губернии. В 1905 году и позднее состоялись массовые антиправительственные выступления рабочих и крестьян. После революции 1917 года и последовавшей за этим германской оккупации и гражданской войны на территории бывшей Российской империи эстонцы провозгласили своё независимое государство и сумели отстоять его в вооружённой борьбе с российскими большевиками и остзейскими немцами.

## Исторические предпосылки
В истории географическое положение и малая численность населения не позволяли эстонцам отражать вторжение иноземцев. Из-за этого их безопасность и физическое существование постоянно находились под угрозой. Поэтому национальное самосознание эстонцев было ориентировано на самосохранение нации.
Отмена крепостного права в начале XIX века в прибалтийских губерниях, а затем аграрные реформы и развитие системы образования при императоре Александре II во второй половине века способствовали зарождению эстонского национального движения. В 1860-х годах на территории Эстонии начался массовый выкуп крестьянами хуторов у помещиков. К концу XIX века в Южной Эстонии в собственности крестьян находилось более 80 %, а в Северной Эстонии — 50 % хуторской земли. В результате этого процесса самостоятельные крестьяне стали главной экономической и социально активной силой эстонского общества. Дискриминация при принятии политических решений со стороны доминирующих групп (российского правительства и остзейского дворянства) побуждала нарождающуюся национальную интеллигенцию и средний класс формировать собственную эстонскую национальную идентичность.

## Развитие культурного самосознания

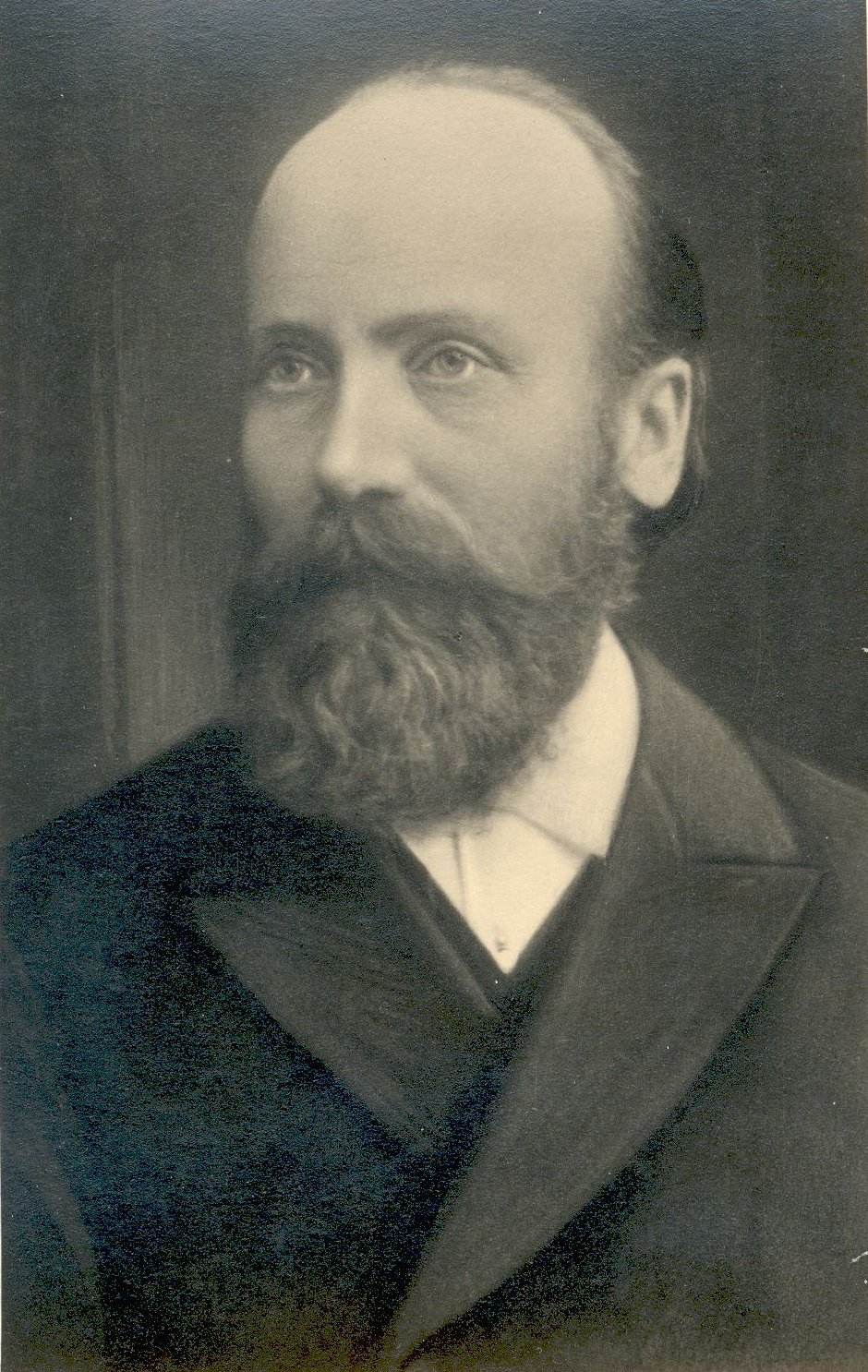
Якоб Хурт

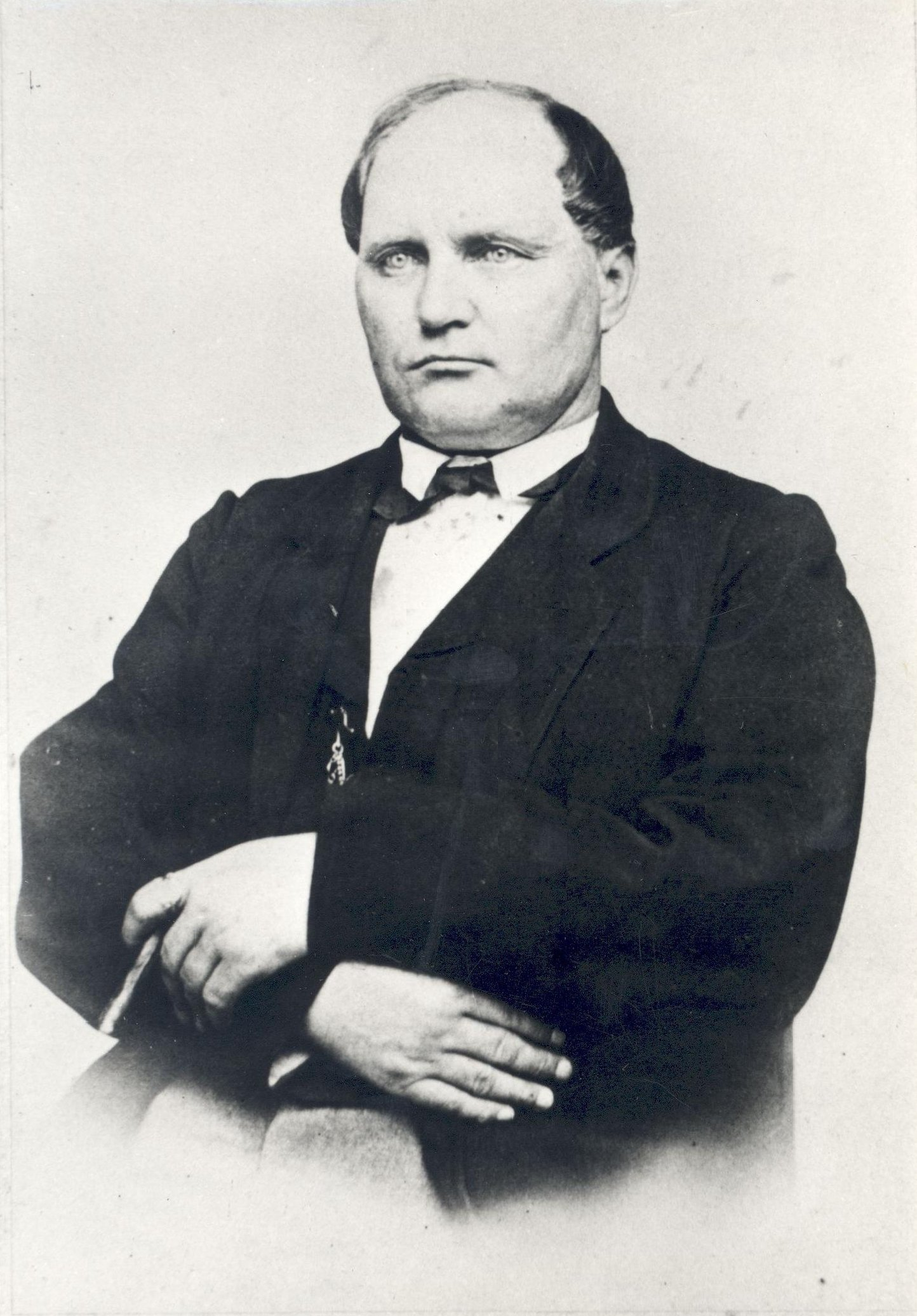
Йоханн Яннсен

Появление и развитие эстонского национального самосознания началось с массового увлечения эстонской интеллигенцией изучением и сохранением традиций народной культуры. Это было характерно для формирования национальной идеологии народов, долгое время не имевших своей государственности. Социолог Тоомас Гросс полагает, что проблемой для нарождающегося эстонского национализма было отсутствие яркого героического прошлого. Закладывать основы современной национальной культуры через изучение и популяризацию народного творчества начали балтийские немцы и германизированные эстонцы. Духовным центром этого процесса считался город Тарту.
Ярким представителем эстонского национального движения стал Якоб Хурт (1839—1906) — основатель национальной идеологии, считавший, что миссия движения должна быть культурной, а не политической. Он говорил: «раз мы не можем быть великими силой или числом, мы можем стать великими в культуре». Движение было направлено против сословного устройства общества, онемечивания и русификации эстонцев. Йоханн Вольдемар Яннсен в 1857 году в своей газете Perno Postimees впервые использовал в качестве названия словосочетание эстонский народ (эст. eesti rahvas), вместо прежнего самоназвания — народ земли или сельские жители (эст. maarahvas). Под влиянием истории создания финского эпоса «Калевала» Фридрих Крейцвальд проделал аналогичную работу и, обработав эстонские предания, создал «Калевипоэг». Главный герой этого патриотического эпоса возглавлял борьбу эстов против чужеземных захватчиков. Изданный на эстонском языке в 1862 году, этот эпос стал знаменем и символом «эпохи пробуждения».
Существовало также мнение о пользе немецкой ассимиляции. Такой позиции придерживался в частности эстонский интеллектуал Роберт Фельман. Он считал, что альтернативой является русификация, которую Фельман полагал препятствием к прогрессу. Несмотря на расхождения с Фельманом по вопросу пользы ассимиляции, Яннсен и другие интеллектуалы с немецким образованием считали, что эстонцам следует примириться с немецким политическим господством, поскольку эстонская нация ещё не созрела для принятия собственных политических решений. Дочь Яннсена Лидия Койдула видела в Финляндии образец для развития эстонцев.
Эстонская литература и искусство этого периода идеализировали «нерасслоенное общество», существовавшее в древней Эстонии до прихода завоевателей, и называли последовавшее за их приходом время «700 лет неволи». В произведениях воспевались красота природы и любовь к Родине. Общество эстонских писателей (1872—1893), основанное в Дерпте, и объединявшее эстонских интеллектуалов, организовало сбор фольклора и этнографических материалов и их публикацию на эстонском языке. С 1870 года был образован первый эстонский театр — «Ванемуйне». В 1869 году был организован первый Певческий праздник — фестиваль песни, собравший более тысячи певцов и музыкантов и аудиторию свыше 12 тысяч человек. Этот фестиваль, проходящий каждые 4 года, и сегодня является одной из самых известных традиций Эстонии. С 2008 года он также внесён в список объектов фонда шедевров устного и нематериального культурного наследия ЮНЕСКО.
Национальному пробуждению способствовало массовое образование. Кроме того, с ростом количества частных издательств эстонцы получили к концу XIX века много печатных материалов на эстонском языке. Большую роль в национальном движении играли учителя народных школ. Важным фактором было возникновение и развитие национальной журналистики. Как пишет эмерит-профессор Таллинского университета, специалист по эстонской системе образования Вийве-Рийна Рууз, к концу XIX века эстонцы стали одним из самых образованных народов того времени: по данным переписи населения 1881 года читать умели 94 %, а читать и писать — 48 % населения.

## Политическая борьба

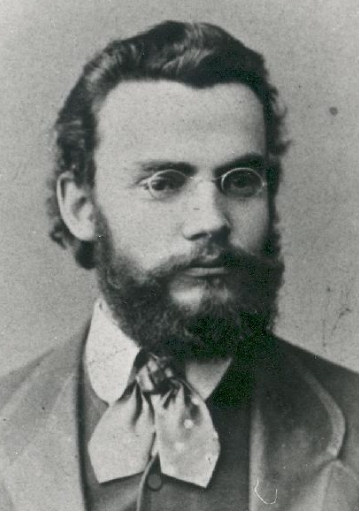
Роберт Якобсон

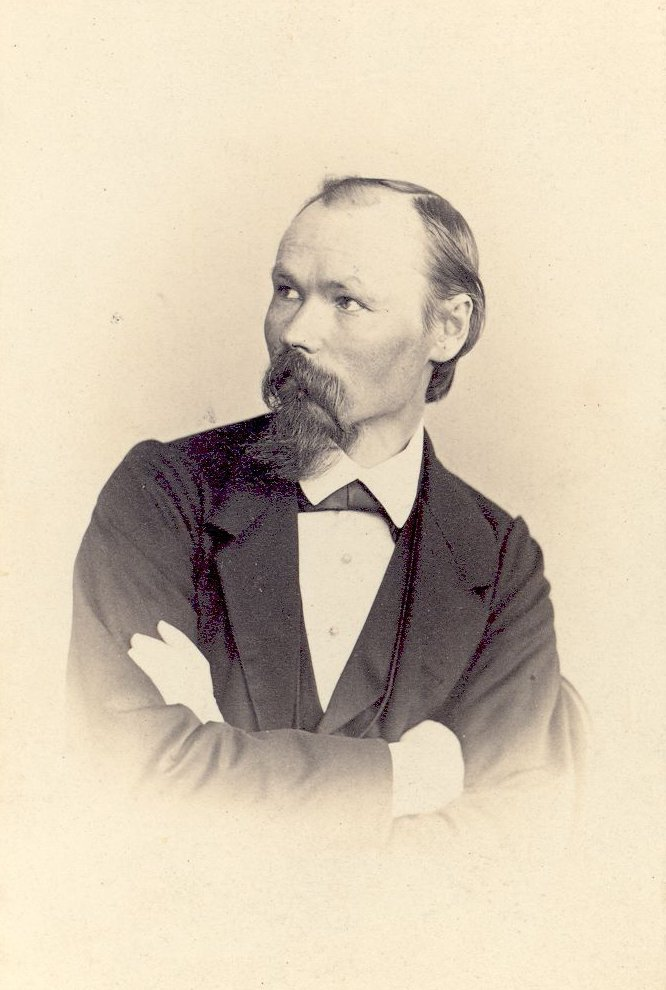
Йохан Кёлер

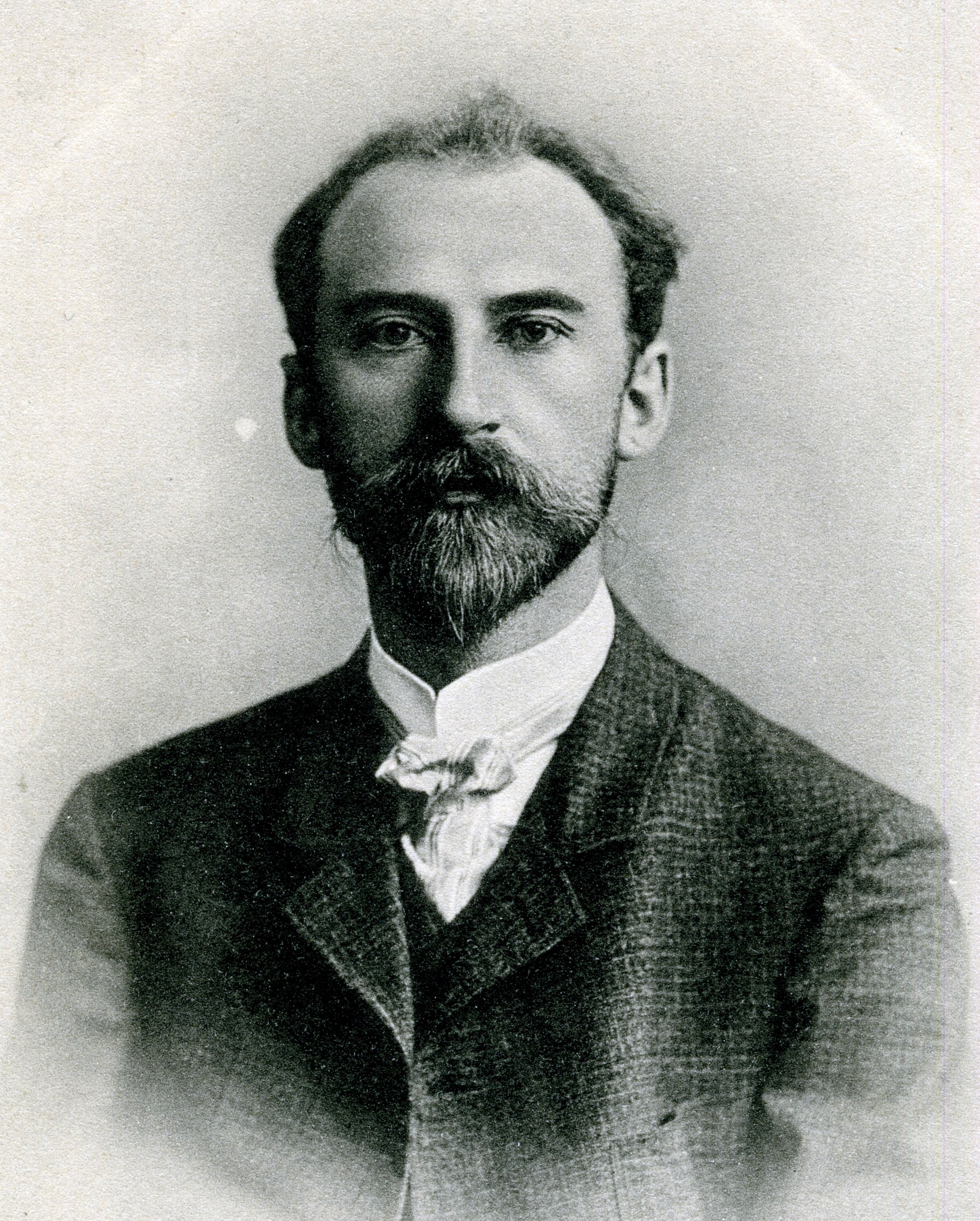
Яан Тыниссон

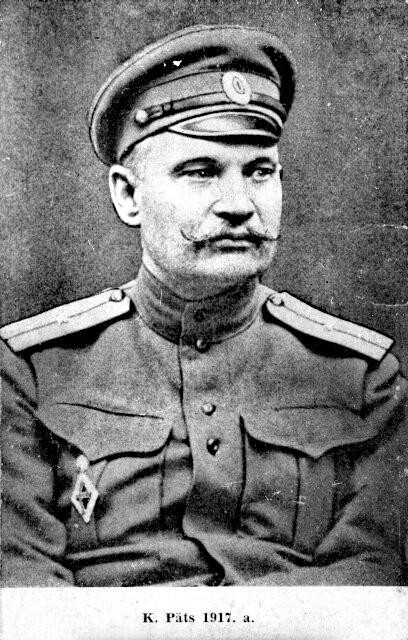
Константин Пятс

На начальном этапе политическое направление нарождающегося движения исходило из концепции противостояния с немцами в союзе с русскими. Ярким представителем этого направления был Карл Роберт Якобсон (1841—1882), педагог, писатель, журналист, основатель первой политической эстонской газеты Sákala. Сформулированная им программа требовала равных прав для немцев и эстонцев. Он отмечался российским правительством как главный противник балтийских немцев в Эстляндской губернии. Союзником эстонцев в борьбе против немцев он видел российские власти. Аналогичной точки зрения придерживался художник Йохан Кёлер. Якобсон и Кёлер в 1881 году даже подавали челобитную Александру III с просьбой проведения реформ, способствующих русификации Эстонии.
В конце XIX века царское правительство действительно начало проводить политику русификации, направленную на снижение немецкого влияния. В этом вопросе случилось временное совпадение интересов эстонских крестьян и представлявших их политиков с интересами царских властей. Как пишет историк Кевин О’Коннор, крестьяне искали управу у «доброго русского царя» на «злых немецких дворян». В 1880-х годах в балтийских губерниях были проведены реформы, после которых практически вся административная власть была сосредоточена в руках русских. В 1888 году местная полиция была реорганизована по общеимперскому образцу, в 1889 году в Прибалтике была введена общероссийская судебная система. На рубеже 1880-х и 1890-х годов был принят ряд мер по вытеснению немецкого влияния из образовательной сферы, в частности Дерптский университет был русифицирован и в 1893 году переименован в Юрьевский. В отношении самих эстонцев результаты попыток русификации оказались незначительными, поскольку их самосознание к этому времени уже достаточно окрепло. При этом к концу века балтийские немцы и русские оставались интеллектуальной, экономической и политической элитой общества, крестьяне и рабочие были преимущественно эстонцами.
В целом, практически все эстонские интеллектуалы (русофилы, германофилы или вовсе не доверяющие другим общинам), считали, что образование эстонцев следует вести на эстонском языке, и старались добиться этого. Насильственная политика русификации, проводившаяся не только в отношении немцев, но также и в отношении эстонцев, привела к конфликту российских властей с эстонским национальным движением. Коренное население, освободившись от власти остзейских дворян, оказалось под давлением имперской бюрократии. И с запада и с востока в эстонское общество стали проникать и распространяться антимонархические, либеральные и социалистические идеи. На Кренгольмской мануфактуре в 1872 году состоялась первая забастовка. В 1880-е годы были созданы первые студенческие марксистские организации. С развитием промышленности росло население городов, в котором 2/3 составляли эстонцы. В них формировались основы современного общества с его культурным и политическим многообразием. Особенно бурно это развитие происходило в течение двадцати лет, предшествовавших революции 1917 года.
В 1904 году эстонские политики добились ощутимого успеха: на выборах в Таллинскую городскую думу впервые победили кандидаты эстонско-русского блока, обошедшие немецких представителей. Эстонское общество находилось в оппозиции к царскому правительству. В ноябре 1905 года прошёл учредительный съезд Народной прогрессивной партии, 800 делегатов которого вскоре разделились на умеренное и радикальное направления. Умеренное крыло добивалось гражданских прав, преобразования государства в конституционную монархию с упором на ненасильственные средства борьбы. Лидерами этого крыла были редактор тартуской газеты Postimees Яан Тыниссон и пастор Виллем Рейман. Радикальное крыло, связанное с социалистами, выступало за установление демократической республики, в том числе путём революции, и за ограничение прав помещиков. Его возглавили редактор таллинской газеты Teataja Константин Пятс и присяжный адвокат Яан Теэмант.
Под влиянием революционного движения в Российской империи в 1905 году, в Эстляндской губернии прокатилась волна массовых забастовок и крестьянских волнений. Революция в Эстонии была направлена как против царских властей, так и против остзейского дворянства. Эстонская национальная буржуазия выступила с требованием проведения либеральных реформ. Рабочие и крестьяне за одну неделю 12—20 декабря разрушили, подожгли или ограбили 160 поместий и 20 винокуренных заводов. Правительство империи ответило жёсткими репрессиями: карательные отряды без суда и следствия расстреляли или повесили 328 эстонцев. Около 200 человек были казнены по приговору военного-полевого суда, сотни получили телесные наказания, посажены в тюрьмы или сосланы в Сибирь. Лидеры революционного движения Пятс и Теэмант бежали за границу. Организованные выступления рабочих возобновились в 1912 году и стали особенно сильны с 1916 года.
В имперскую Государственную думу в 1906 году были избраны 20 депутатов из Эстонии, в том числе 13 этнических эстонцев. Они действовали в блоке с Конституционно-демократической партией России. Проекты реформ, разработанные в условиях военного положения Особым совещанием при временном генерал-губернаторе Прибалтики в 1906—1907 гг., были направлены на поддержку интересов остзейских помещиков. Правительство тем временем под воздействием информации о тесных контактах балтийских немцев в с правительством Германии, продолжало политику снижения немецкого влияния, но без расширения прав коренного населения. При премьер-министре Столыпине составлялись планы по усилению влияния центральной власти и русификации эстонцев — вплоть до колонизации региона русскими крестьянами и чиновниками. Но эти планы правительство осуществить уже не успело в связи с началом Первой мировой войны.

## Февральская революция и создание государства
В ходе Февральской революции 1917 года органы государственной власти Российской империи в Ревеле прекратили своё существование. Временное правительство России назначило комиссаром Эстляндской губернии бывшего ревельского городского голову Яана Поску и образовало совещательный орган при нём — Временный Земский Совет Эстляндской губернии (эст. Maapäev). В то же время большевики создали Ревельский Совет рабочих и солдатских депутатов и аналогичные органы в других городах и населённых пунктах губернии. В российской армии стали создаваться эстонские национальные войсковые части, в которых большевики также вели свою агитацию.
Параллельно действовали объявившие себя верховной властью национальный Временный Земский совет и большевистский Военно-революционный комитет Эстляндской губернии (Исполком Советов Эстляндии). Также подпольный комитет немецких дворян Эстонии принял резолюцию о независимости Эстляндии и обратился к германскому правительству с просьбой оккупировать страну. 18 февраля 1918 года германские войска начали наступление и вторглись на материк с оккупированных осенью 1917 года островов Эзель и Даго.
В это же время возник вопрос о пересмотре административных границ. Если ранее термином «Эстляндия» обозначали Эстляндскую губернию (Северная Эстония), то теперь в это понятие эстонские политики начали включать также населённые эстонцами уезды Лифляндской губернии (Южная Эстония), город Нарву в Санкт-Петербургской губернии, а затем и территорию проживания народа сету в Псковской губернии. Так было сформировано представление об Эстонии как о территории, на которой проживают этнические эстонцы.
19 февраля 1918 года Земский совет сформировал Комитет спасения Эстонии под председательством Константина Пятса. 24 февраля Исполком Советов Эстляндии и Ревельский Совет рабочих и солдатских депутатов покинули город Ревель, в котором в этот же день Комитет спасения Эстонии опубликовал «Манифест всем народам Эстонии», объявлявший Эстонию независимой демократической республикой. В тот же день Константин Пятс был избран главой Временного правительства Эстонии. Германия, чьи войска вошли в Ревель 25 февраля, не признала Временное правительство и пыталась создать в оккупированной Эстонии марионеточное Балтийское герцогство, но революция в ноябре 1918 года и поражение в войне сорвали эти планы.
В ходе Освободительной войны, начавшейся после вывода германских частей по Компьенскому перемирию и продолжавшейся до января 1920 года, эстонские войска по командованием Йохана Лайдонера при поддержке союзников успешно противостояли Красной армии и подразделениям прибалтийского ландесвера. 2 февраля 1920 года между РСФСР и Эстонской Республикой был заключён мирный договор, которым обе стороны официально признали друг друга. Это был первый международный договор для обоих государств.
Завоёванная в начале XX века государственность стала итогом периода пробуждения и высшей точкой развития эстонского национального движения. Как писал историк и политик Март Лаар, «крестьянский народ … превратился в современную и социально дифференцированную европейскую нацию».